# Abraxas quasivarleyata
Abraxas quasivarleyata là một loài bướm đêm trong họ Geometridae.